# Polanów (gmina)
Polanów – gmina miejsko-wiejska w północno-wschodniej części województwa zachodniopomorskiego, w powiecie koszalińskim, położona na Wysoczyźnie Polanowskiej i Pojezierzu Bytowskim. Siedzibą gminy jest miasto Polanów.
Według danych z 31 grudnia 2016 r. gmina miała 8867 mieszkańców.

## Położenie
Gmina Polanów znajduje się w północno-wschodniej części województwa zachodniopomorskiego, we wschodniej części powiatu koszalińskiego.
Według danych z 1 stycznia 2014 r. powierzchnia gminy wynosiła 393,35 km². Gmina stanowi 23,6% powierzchni powiatu.
Sąsiednie gminy:
- Bobolice, Manowo i Sianów (powiat koszaliński)
- Malechowo i Sławno (powiat sławieński)
- Biały Bór (powiat szczecinecki)

w województwie pomorskim:
- Miastko (powiat bytowski)
- Kępice (powiat słupski)

## Historia
Gmina wiejska Polanów powstała po II wojnie światowej na terenie tzw. Ziem Odzyskanych (tzw. III okręg administracyjny – Pomorze Zachodnie). 25 września 1945 gmina – jako jednostka administracyjna powiatu sławieńskiego – została powierzona administracji wojewody gdańskiego, po czym z dniem 28 czerwca 1946 została przyłączona do woj. szczecińskiego. 6 lipca 1950 gmina wraz z całym powiatem sławieńskim weszła w skład nowo utworzonego woj. koszalińskiego. Siedziba gminy znajdowała się w mieście Polanów, stanowiącym odrębną gminę miejską.
Według stanu z 1 lipca 1952 gmina składała się z 16 gromad: Bożenice, Bukowo, Chocimino, Garbno, Głogowiec, Gołogóra, Jacinki, Kępiny, Nacław, Rosocha, Rzyszczewko, Stary Żelibórz, Świerczyna, Warblewo, Wieliń, Wietrzno i Żydowo. Gmina została zniesiona 29 września 1954 wraz z reformą wprowadzającą gromady w miejsce gmin.
Gminę Polanów o podobnym składzie przywrócono 1 stycznia 1973 wraz z kolejną reformą reaktywującą gminy. 15 stycznia 1976 do gminy Polanów włączono:
- sołectwa Buszyno i Krąg oraz wsie Bożenice i Komorowo ze zniesionej  gminy Lejkowo,
- sołectwo Karsinka z gminy Manowo,
- sołectwa Garbno, Kościernica, Powidz, Rekowo i Sowinki z gminy Sianów.

Do 31 grudnia 1998 r. wchodziła w skład województwa koszalińskiego. Po reaktywowaniu powiatów w 1999 r. nie powróciła do powiatu sławieńskiego, lecz weszła w skład powiatu koszalińskiego, w woj. zachodniopomorskim.

## Demografia
Gminę zamieszkuje 14,5% ludności powiatu.

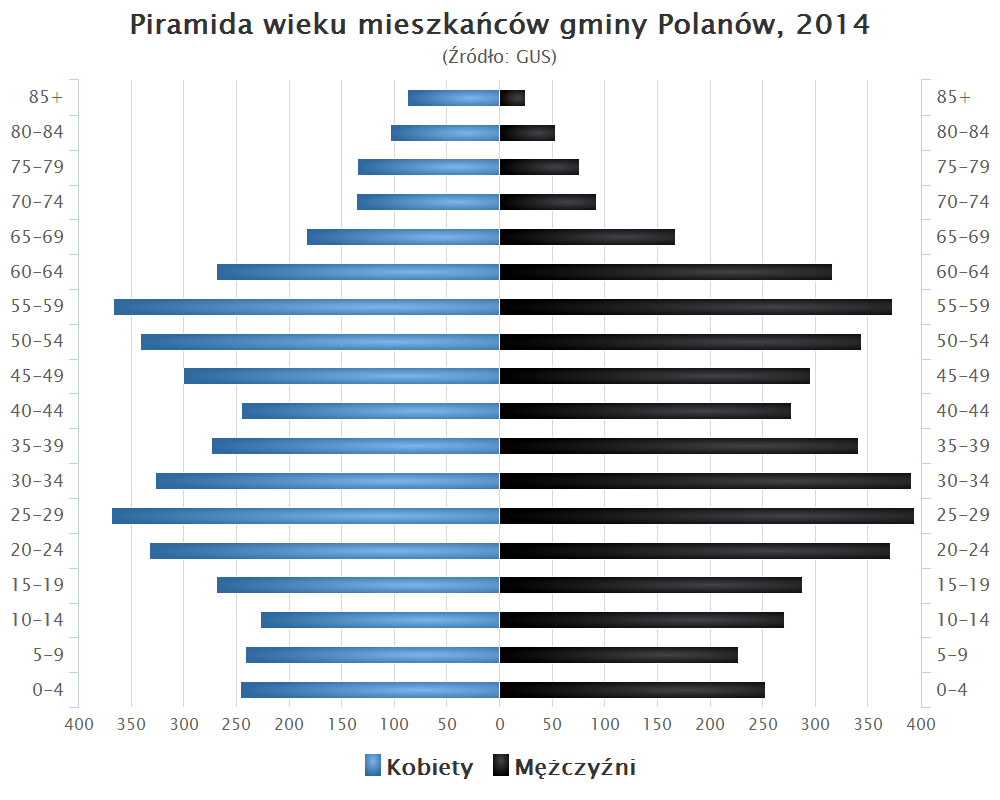
Piramida wieku mieszkańców gminy Polanów w 2014 roku

## Gospodarka
Na terenie gminy ustanowiono podstrefę Polanów – Słupskiej Specjalnej Strefy Ekonomicznej, która obejmuje 2 kompleksy o łącznej powierzchni 37,01 ha. Tereny podstrefy zlokalizowane są na zachodnich obrzeżach Polanowa (ul. Koszalińska). Przedsiębiorcy podejmujący działalność gospodarczą na terenie podstrefy mogą skorzystać z pomocy publicznej w formie zwolnienia z części podatku dochodowego CIT lub części dwuletnich kosztów pracy.

## Przyroda i turystyka
Gmina jest położona na Wysoczyźnie Polanowskiej i Pojezierzu Bytowskim. We wschodniej części znajdują się 3 rezerwaty przyrody Na Rzece Grabowej, Wapienny Las i Wieleń. Przez położone na południu gminy jezioro Kwiecko prowadzi rzeka Radew dostępna od tej części dla kajaków. Przez gminę prowadzą szlaki turystyczne do Polanowa: zielony z Mostowa (w gminie Manowo) wzdłuż Radwi, niebieski ze Sławna i drugi zielony z Białego Boru. Tereny leśne zajmują 55% powierzchni gminy, a użytki rolne 37%.

## Komunikacja
Przez gminę Polanów prowadzą drogi wojewódzkie: nr 206 łącząca Polanów z Koszalinem (38 km) i Miastka (26 km), nr 207 do Bobolic (26 km) i Sławna (30 km) oraz nr 208 od skrzyżowania z drogą nr 207, 4 km od Polanowa do Kępic (19 km).
Polanów uzyskał połączenie kolejowe w 1897 r. po wybudowaniu linii wąskotorowej o szerokości 750 mm ze Sławna przez Jacinki i Polanów do Gołogóry. Rok później zbudowano drugą linię do Manowa. W 1903 r. do Polanowa wydłużono normalnotorową linię Grzmiąca – Bobolice. W 1921 r. zbudowano jeszcze odcinek do Korzybia. W 1934 r. zmieniono szerokość toru na linii Sławno – Polanów na 1435 mm (linia normalnotorowa). W 1945 r. wszystkie te linie zostały rozebrane.
W gminie czynne są 3 urzędy pocztowe: Nacław (nr 76-006), Polanów (nr 76-010) i Żydowo (nr 76-012).

## Zabytki
Zabytki chronione prawnie w gminie Polanów:
- Bożenice – park dworski, 2 poł. XIX,
- Bukowo – park dworski, 1 poł. XIX,
- Cetuń – park pałacowy, 2 poł. XIX,
- Chocimino – kościół ewangelicki, ob. rzym.-kat. fil. pw. św. Teresy, szach., XVIII,
  - park pałacowy, poł. XIX,
- Domachowo – park pałacowy, XIX,
- Garbno – kościół ewangelicki, ob. rzym.-kat. fil. pw. Antoniego Padewskiego, szach., 1769,
  - pałac, 1859, pocz. XX,
- Karsina – park pałacowy, poł. XIX,
- Komorowo – kościół fil. pw. Niepokalanego Serca Maryi, 2 poł. XV, 1881 (wieża),
  - zespół dworski z XIX-XX w., obejmujący dwór z połowy XIX w. oraz park
- Kościernica – kościół fil. pw. MB Królowej Polski, XV,
  - park pałacowy, 2 poł. XIX,
- Krąg – kościół fil. pw. Zwiastowania NMP z kaplicą grobową, XVI, XVIII,
  - zamek (dec. dwór obronny), k. XV, ok. 1580, ok. 1650, 1898–1899,
- Krytno – park dworski z alejami dojazdowymi, poł. XIX,
- Nacław – zespół pałacowy, XIX-XX, obejmujący pałac z 1914–1917 oraz park
- Rochowo – park dworski, 2 poł. XIX,
- Rzeczyca Mała – park pałacowy, pocz. XX,
- Świerczyna – park dworski, poł. XIX, XX,
- Warblewo – park dworski, 1 poł. XIX,
- Wielin – kościół ewangelicki, ob. rzym.-kat. fil. pw. Chrystusa Króla, szach.-mur., 1698,
  - zespół pałacowy z poł. XIX, obejmujący pałac (1883, 1894, 1920–1921) oraz park
- Żydowo – kościół ewangelicki, ob. rzym.-kat. par. pw. Niepokalanego Poczęcia NMP, szach., XVIII,
  - park dworski, 2. poł. XIX,

## Miejscowości
Ma obszarze gminy Polanów znajduje się 81 miejscowości.
WsieBożenice, Bukowo-Rzyszczewko, Buszyno, Cetuń, Chocimino, Dadzewo, Domachowo, Garbno, Głusza, Gołogóra, Jacinki, Karsinka, Komorowo, Kościernica, Krąg, Krytno, Nacław, Nowy Żelibórz, Powidz, Rekowo, Rochowo-Rzeczyca Wielka, Rosocha, Rzeczyca Wielka, Sowinko, Stary Żelibórz, Świerczyna, Warblewo, Wielin, Wietrzno, Żydowo.
OsadyBagnica, Bartlewo, Chocimino Leśne, Chróstowo, Czarnowiec, Czyżewo, Dalimierz, Doły, Dzikowo, Gilewo, Gosław, Gostkowo, Jaromierz Polanowski, Jeżewo, Kania, Karsina, Kępiec, Kępiny, Kierzkowo, Knieja, Kopaniec, Kościerniczka, Lipki, Liszkowo, Łąkie, Łokwica, Małomierz, Mirotki, Młyniska, Nadbór, Osetno, Piaskowo, Pieczyska, Pokrzywno, Przybrodzie, Puławy, Pyszki, Racibórz Polanowski, Racław, Rzeczyca Mała, Samostrzel, Smugi, Stare Wiatrowo, Stołpie, Strzeżewo, Szczerbin, Trzebaw, Zagaje, Zdzieszewo, Żdżar

## Administracja i samorząd
W 2016 r. wykonane wydatki budżetu gminy Polanów wynosiły 39,7 mln zł, a dochody budżetu 40,5 mln zł. Zobowiązania samorządu (dług publiczny) według stanu na koniec 2016 r. wynosiły 11,6 mln zł, co stanowiło 28,7% poziomu dochodów.
Gmina Polanów utworzyła 28 jednostek pomocniczych gminy, będących sołectwami.
SołectwaBożenice, Bukowo-Rzyszczewko, Buszyno, Cetuń, Chocimino, Dadzewo, Domachowo, Garbno, Gołogóra, Jacinki, Karsinka, Kępiec, Kępiny, Kościernica, Krąg, Krytno, Nacław, Nowy Żelibórz, Powidz, Rekowo, Rochowo-Rzeczyca Wielka, Rosocha, Sowinko, Stary Żelibórz, Świerczyna, Warblewo, Wielin, Wietrzno, Żydowo.